# My Apocalypse
"My Apocalypse" é uma canção da banda estadunidense de heavy metal Metallica Última faixa do álbum Death Magnetic, a canção venceu a categoria "Melhor Performance de Metal" no 51º Grammy Awards.

## Charts
| Paradas (2008)                        | Posição |
| ------------------------------------- | ------- |
| Australian ARIA Singles Chart         | 38      |
| Austrian Singles Chart                | 56      |
| Belgium Singles Top 50                | 49      |
| Canadian Hot 100                      | 28      |
| Denmark Singles Chart                 | 15      |
| Finland Singles Top 20                | 3       |
| Irish Singles Chart                   | 45      |
| Norway Singles Chart                  | 9       |
| Swedish Singles Chart                 | 15      |
| UK Singles Chart                      | 51      |
| U.S. Billboard Hot 100                | 67      |
| U.S. Billboard Mainstream Rock Tracks | 38      |